# Ivan Šmudla
Ivan Šmudla (* 25. Juli 1959) ist ein ehemaliger kroatischer Fußballspieler und nunmehriger Fußballtrainer.

## Karriere
In seiner aktiven Zeit spielte Šmudla unter anderem für den NK Osijek.
Nach Abschluss seiner aktiven Laufbahn schlug Šmudla die Trainerlaufbahn ein und war für den SC Eisenstadt, den SC Oslip, den SC Steinbrunn, das BNZ Burgenland als Trainer tätig. Seit Juli 2007 ist er beim österreichischen Bundesligaverein SV Mattersburg unter Vertrag. Nachdem er vorerst für die zweite Mannschaft in der Regionalliga Ost verantwortlich war, wurde er im Sommer 2008 zum Co-Trainer von Franz Lederer bestellt. Nach Beendigung seines Vertrages beim SV Mattersburg wechselte er im Juli 2014 als Betreuer in die Fußballakademie Burgenland.

## Privates
Ivan Šmudla ist verheiratet und Vater von Marko Šmudla (* 6. Dezember 1988) und Dino Šmudla (* 5. Januar 1992), die unter anderem auch für die zweite Mannschaft des SV Mattersburg spielten.

## Erfolge
- Kroatischer Cupsieger 1999 mit dem NK Osijek[3]